# Парфенов Іван Андрійович
Іван Андрійович Парфенов (Парфьонов) (1 травня 1906, село Старе Московської губернії, тепер Московської області, Російська Федерація — 26 березня 1992, місто Москва, Російська Федерація) — радянський державний діяч, 2-й секретар Московського міськкому ВКП(б). Кандидат технічних наук (1955), доцент (1959). Депутат Верховної Ради СРСР 2-го скликання, голова Ради Союзу Верховної Ради СРСР у 1947—1950 роках.

## Життєпис
Народився в селянській родині.
Член РКП(б) з серпня 1925 року.
У січні 1931 — липні 1936 року — студент Московського енергетичного інституту. здобув спеціальність інженера-електрика.
У липні 1936 — жовтні 1937 року — інженер Державної електростанції № 1 міста Москви.
У жовтні 1937 — травні 1939 року — керуючий Сталінграденерго, керуючий Сталінградською гідроелектростанцією (ГЕС).
У травні 1939 — квітні 1942 року — начальник паливно-енергетичного відділу Центрального паровозного управління Народного комісаріату  шляхів сполучення СРСР.
У квітні 1942 — 1943 року — секретар Московського міського комітету ВКП(б) із транспорту. У 1943 — грудні 1944 року — заступник секретаря Московського міського комітету ВКП(б) із транспорту.
7 грудня 1944 — 14 липня 1945 року — заступник голови виконавчого комітету Московської міської ради депутатів трудящих.
14 липня 1945 — 10 січня 1947 року — 1-й заступник голови виконавчого комітету Московської міської ради депутатів трудящих.
У 1946 — лютому 1950 року — 2-й секретар Московського міського комітету ВКП(б).
Одночасно 25 лютого 1947 — 12 червня 1950 року — голова Ради Союзу Верховної Ради СРСР.
У квітні 1950 — вересні 1952 року — 1-й заступник начальника Московського метрополітену імені Л. М. Кагановича.
У вересні 1952 — червні 1955 року — слухач Академії суспільних наук при ЦК КПРС.
У червні 1955 — січні 1959 року — заступник начальника Московського транспортного економічного інституту з наукової частини.
У січні 1959 — жовтні 1960 року — доцент Московського інституту інженерів залізничного транспорту.
З 1960 року — проректор Всесоюзного заочного інституту інженерів транспорту з наукової роботи. У 1962—1979 роках — завідувач кафедри електроніки, автоматики та обчислювальної техніки, з липня 1979 по липень 1986 року — доцент кафедри Всесоюзного заочного інституту інженерів транспорту в Москві.
З липня 1986 року — персональний пенсіонер союзного значення в Москві.
Помер 26 березня 1992 року в Москві. Похований на Даниловському цвинтарі Москви.

## Нагороди і звання
- орден Леніна
- орден Вітчизняної війни ІІ ст.
- два ордени Трудового Червоного Прапора
- орден «Знак Пошани»
- медаль «За доблесну працю у Великій Вітчизняній війні 1941—1945 рр.» (1945)
- медалі